# Вестпойнт (Гонконг)
Вестпойнт (The Westpoint, 西港中心) — 41-этажный гонконгский небоскрёб, расположенный в районе Сайвань. Построен в 1999 году в стиле модернизма. В нём базируется Бюро по связям центрального народного правительства в Гонконге (фактически — главное представительство правительства Китая в Гонконге, которое отвечает за оборону и внешние связи, связи с китайскими компаниями в Гонконге, культурные, образовательные, спортивные и технологические обмены между Гонконгом и материковым Китаем; неофициально бюро также является представительством Коммунистической партии Китая в Гонконге). В небоскрёбе имеется два подземных этажа, в шаре, расположенном наверху здания, располагается частный клуб. Девелопером The Westpoint является компания Chun Wo Construction & Engineering.
|  |  |  |
|  |  |  |